# 小行星4368
小行星4368（英語：4368 Pillmore）是一颗围绕太阳公转的小行星。1981年5月5日，卡罗琳·舒梅克在帕洛马山发现了此天体。
这颗小行星的绝对星等为120.36319等。